# ارکیده‌های بالاروی بزرگ
ارکیده‌های بالاروی بزرگ (نام علمی: Pseudovanilla) نام یک سرده از تیره ثعلبیان است.